# Чернуха (Большемурашкинський район)
Чернуха (рос. Чернуха) — присілок в Большемурашкинському районі Нижньогородської області Російської Федерації.
Населення становить 43 особи. Входить до складу муніципального утворення Холязинська сільрада.

## Історія
Від 2009 року входить до складу муніципального утворення Холязинська сільрада.

## Населення
| 1999 | 2002 | 2010 |
| ---- | ---- | ---- |
| 64   | →64  | ↘43  |